# 哥本哈根大學天文台
哥本哈根大學天文台（丹麥語：Københavns Universitet Astronomisk Observatorium）是一個位於丹麥哥本哈根厄斯特沃爾（Østervold）的天文台，由哥本哈根大學管理。該天文台成立於1861年，編號035。

## 外部連結
- History of Copenhagen University Observatory
- Coords

55°41′12.57″N 12°34′32.93″E / 55.6868250°N 12.5758139°E